# San Isidro Petlácatl
San Isidro Petlácatl är en ort i Mexiko.   Den ligger i kommunen Ocoyucan och delstaten Puebla, i den sydöstra delen av landet, 100 km sydost om huvudstaden Mexico City. San Isidro Petlácatl ligger 2 103 meter över havet och antalet invånare är 762.
Terrängen runt San Isidro Petlácatl är platt åt nordost, men åt sydväst är den kuperad. Runt San Isidro Petlácatl är det tätbefolkat, med 683 invånare per kvadratkilometer. Närmaste större samhälle är Puebla de Zaragoza, 13,0 km nordost om San Isidro Petlácatl. Trakten runt San Isidro Petlácatl består till största delen av jordbruksmark.